# Amy Forsyth
Amy Forsyth, née le 6 août 1995 en Ontario, est une actrice canadienne.
Elle est essentiellement connue pour incarner le rôle de Margot Sleator dans la série télévisée Channel Zero.

## Filmographie

### Cinéma

#### Longs métrages
- 2013 : Torment de Jordan Barker : Mary Bronson
- 2015 : A Christmas Horror Story de Grant Harvey, Steven Hoban et Brett Sullivan : Caprice Bauer
- 2018 : Hell Fest de Gregory Plotkin : Natalie
- 2021 : Coda de Sian Heder : Gertie
- 2024: Shook de Amar Wala: Claire
- 2025 : Plainclothes de Carmen Emmi : Emily

#### Courts métrages
- 2010 : Halfway Point de Kate Niemuller : Cassie
- 2011 : A Sweet Uncertainly de Kate Niemuller : Lea
- 2012 : Blizzard de Kate Niemuller : La jeune femme
- 2014 : Me X Infinity de Kate Niemuller : Daisy

### Télévision

#### Séries télévisées
- 2013 : Cracked : Julia Grieveson
- 2014 : Reign : Le Destin d'une reine (Reign) : Isobel Derant
- 2014 : Degrassi : La Nouvelle Génération (Degrassi: The Next Generation) : Eden
- 2014-2015 : Defiance : Andina
- 2015 : The Lizzie Borden Chronicles : Penelope Trotwood
- 2016-2017 : The Path : Ashley Fields
- 2017 : Channel Zero : Margot Sleator
- 2018 : Rise : Gwen Strickland
- 2023 : N'oublie pas de vivre (Dear Edward) : Linda

#### Téléfilms
- 2015 : The Music in Me de John Bradshaw : Alice Kelly
- 2015 : Un mariage à l'épreuve (Lead With Your Heart) de Bradley Walsh : Lacey Walker
- 2015 : Kingmakers de James Strong : Julia Hennessey